# Tsurumi-ku (Yokohama)

Position de l'arrondissement de Tsurumi dans la ville de Yokoyama.

Pour l'arrondissement Tsurumi d'Osaka, voir Tsurumi-ku (Osaka).
Tsurumi (鶴見区, Tsurumi-ku) est l'un des dix-huit arrondissements de la ville de Yokohama, dans la préfecture de Kanagawa, au Japon. Il comprend l'ancien village de Namamugi, site de l'incident de Namamugi de 1862.

## Économie
Plusieurs entreprises du secteur de l'industrie sont implantées dans l'arrondissement de Tsurumi.
- ExxonMobil
- JFE Holdings (Oogijima), usine principale de JFE pour le Japon oriental est à la frontière de Tsurumi-ku et Kawasaki-ku, Kawasaki.
- Kirin Brewery Company
- Nissan
- Toshiba, la plus grande usine de Toshiba
- Daikokufuto, une île artificielle dans la baie de Tokyo, est un centre important de stockage.

Les enseignes commerciales Seiyu, Ito-Yokado et Yamada Denki sont aussi présentes.

## Éducation
- RIKEN
- Université de Tsurumi

## Transport

### Chemin de fer
- Ligne principale Keikyū (gares de Tsurumi-ichiba, Keikyū Tsurumi, Kagetsu-sōjiji et Namamugi)
- Ligne Keihin-Tōhoku (gare de Tsurumi)
- Ligne Nambu (gares de Shitte et Yakō)
- Ligne Tsurumi (gares de Tsurumi, Kokudō, Tsurumi-Ono, Bentembashi, Asano, Anzen, Shin-Shibaura et Umi-Shibaura)

### Route
- Autoroute Shuto B, routes K1 et K5
- Route nationale 1 (route Keihin no 2)
- Route nationale 15 (route Keihin no 1)